# Aoplus nudicoxalis
Aoplus nudicoxalis är en stekelart som först beskrevs av Tohru Uchida 1930.  Aoplus nudicoxalis ingår i släktet Aoplus och familjen brokparasitsteklar. Inga underarter finns listade i Catalogue of Life.